# Oeoniella
Oeoniella,  es un género de orquídeas. Es originario del oeste del Océano Índico.

## Taxonomía
El género fue descrito por Rudolf Schlechter y publicado en Beihefte zum Botanischen Centralblatt 36(2): 176. 1918.

## Especies deOeoniella
- Oeoniella aphrodite (Balf.f. & S.Moore) Schltr.
- Oeoniella polystachys (Thouars) Schltr.